# USS LST-375
O USS LST-375 foi um navio de guerra norte-americano da classe LST que operou durante a Segunda Guerra Mundial.